# Søren Holdgaard
Søren Holdgaard (født 30. januar 1979) er en dansk tidligere fodboldspiller.
Han spillede i alt 75 i den danske Superliga; med Aarhus Fremad fra 1998 til 1999 og med Randers FC fra 2004 til 2008.